# Belmontejo
Belmontejo è un comune spagnolo di 251 abitanti situato nella comunità autonoma di Castiglia-La Mancia.